# William Buckland
William Buckland (Axminster, Devon, 12 de março de 1784 — 24 de agosto de 1856) foi um teólogo britânico que se tornou Deão de Westminster, geólogo e paleontólogo. 

## Carreira
Ele fez a primeira coleta e descrição completa de um dinossauro, nomeado megalossauro. Seu trabalho na caverna de Kirkdale comprovou um covil pré-histórico de hiena, pelo qual foi premiado com a Medalha Copley. Foi amplamente elogiado pelo exemplo de como a análise científica detalhada pode ser usada para entender a história geológica com a reconstrução de eventos do conceito Tempo Profundo.
Foi um pioneiro no uso de fezes e restos fossilizados, para os quais ele inseriu o termo coprólito, a fim de reconstruir antigos ecossistemas. Buckland foi o proponente da teoria Gap, que interpretava o acontecimento bíblico de Gênesis referindo-se a dois episódios da Criação separados por um período de duração. Essa teoria surgiu no final do século XVIII e começo do século XIX, como uma maneira de reconciliar os acontecimentos das Escrituras com as descobertas geológicas, que sugeriam a Terra muito antiga.
No começo de sua carreira, ele acreditou que tivesse encontrado evidência geológica do dilúvio bíblico, porém mais tarde se convenceu de que a Era do Gelo de Louis Agassiz proveu melhor explicação e desempenhou um importante papel na promoção da teoria na Grã-Bretanha. Foi laureado com a medalha Wollaston, concedida pela Sociedade Geológica de Londres, em 1848.

## Obras
- "Reliquiæ diluvianæ" (1823)
- "La Géologie et la Minéralogie dans leurs rapports avec la théologie naturelle" (1837), obra que faz parte de "Traités" de Francis II Henry Egerton de Bridgewater (traduzido para o francês por Louis-Michel-François Doyère, 1838).